# Lorenzo Aragón
Lorenzo Aragón Armenteros (Santa Isabel de las Lajas, 28 aprile 1974) è un ex pugile cubano.

## Palmarès

### Olimpiadi
- 1 medaglia:
  - 1 argento (Atene 2004 nei pesi welter)

### Mondiali dilettanti
- 2 medaglie:
  - 2 ori (Belfast 2001 nei pesi welter; Bangkok 2003 nei pesi welter)

### Giochi panamericani
- 1 medaglia:
  - 1 oro (Santo Domingo 2003 nei pesi welter)